# Denton (Grande Manchester)
Denton è una località di 34 280 abitanti della contea della Greater Manchester, in Inghilterra, già comune fino al 1974.

## Amministrazione

### Gemellaggi
- Montigny-le-Bretonneux, Francia